# Hisashi Kuno

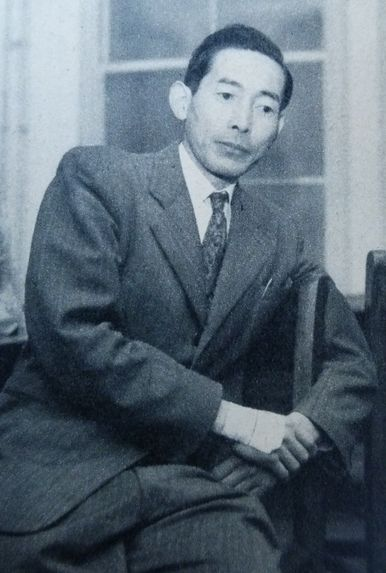
Hisashi Kuno 1956

Hisashi Kuno (* 7. Januar 1910 in Tokio; † 6. August 1969 ebenda) war ein japanischer Geologe, Petrologe und Vulkanologe.
Kuno wuchs in Tokio auf und besuchte die Second High School in Sendai. Ab 1929 studierte er Petrologie am Geologischen Institut der Universität Tokio. Nach dem Bachelor-Abschluss 1933 setzte er sein Studium fort und wurde 1939 Mitglied der Fakultät. 1941 wurde er eingezogen und war in Nordost-China stationiert. Ab 1946 war er wieder an der Universität und wurde 1950 promoviert. 1951/52 war er bei  Harry Hammond Hess an der Princeton University und untersuchte wie Pyroxene aus Magmen kristallisieren, was ihn international bekannt machte. 1955 erhielt er eine volle Professor für Petrologie an der Universität Tokio, was er bis zu seinem Tod an Krebs 1969 blieb. 
Er ist bekannt für das Studium japanischer Vulkane und der Erkenntnis, wie die Quelle und Art der Magmen mit der Tiefe der Ausbrüche begleitenden Erdbeben (Wadati-Benioff-Zone) zusammenhängt. Basaltische Tholeiit-Magma stammt aus einer Tiefe von weniger als 200 km, basaltische Alkali-Olivin-Magma aus über 200 km Tiefe, basaltische Magma mit hohem Aluminiumoxid-Anteil, mit einer Zusammensetzung die zwischen den beiden anderen Magma-Typen liegt,  stammt aus einer Tiefe dazwischen. Seine These wurde durch Laborexperimente (Hatten S. Yoder, Alfred E. Ringwood) bestätigt. Er untersuchte auch die Magmen von Vulkanen auf Hawaii und konzipierte dabei die Idee, das granitische aus Tholeiit-Magmen entstehen können. In seinen letzten Jahren arbeitete er mit der NASA an der Untersuchung von Mondgestein.
1963 wurde er auswärtiges Mitglied der National Academy of Sciences. 1954 erhielt er den Japan Academy Award. Er war Präsident der Volcanological Society of Japan.
Der Kuno Cirque in der Antarktis ist nach ihm benannt.

## Schriften (Auswahl)
- Petrological notes on some pyroxene-andesites from Hakone volcano, with special reference to some types with pigeonite phenocrysts, Science Council of Japan.
- Geology of Hakane vulcano and adjacent areas, 2 Teile,  J. Faculty of Sciences Univ. Tokyo. Sec. 2, Band 7, 1950, S. 257–279, Band 7, 1951, S. 351–402
- Volcanoes and Volcanic Rocks, Iwanami Books 1954
- mit K. Yamasaki, C. Iida, K. Nagashima: Differentiation of Hawaiian magmas, Japanese Journal of Geology and Geography, Band 28, 1957, S. 179–218.
- High-alumina basalt,  Journal of petrology, Band 1, 1960, S. 121–145.
- Catalogue of the active volcanoes of the world including solfatara fields. 11. Catalogue of the active volcanoes and solfatara fields of Japan, Taiwan and Marianas, Rom: International Association of Volcanology 1962.
- Differentiation of basaltic magmas in: H. Hess,  Arie Poldervaart (Hrsg.), Basalts. The Poldervaart Treatise on Rocks of Basaltic Composition, 2 Bände,  Interscience 1967/68, S. 623–688
- Geologic map of Hakone volcano and the adjacent areas, Tokio 1971

| Personendaten    | Personendaten                                  |
| ---------------- | ---------------------------------------------- |
| NAME             | Kuno, Hisashi                                  |
| KURZBESCHREIBUNG | japanischer Geologe, Petrologe und Vulkanologe |
| GEBURTSDATUM     | 7. Januar 1910                                 |
| GEBURTSORT       | Tokio                                          |
| STERBEDATUM      | 6. August 1969                                 |
| STERBEORT        | Tokio                                          |